# グラノリェース
グラノリェース（Granollers）は、スペイン・カタルーニャ州バルセロナ県のムニシピ（基礎自治体）。バルセロナの北約26kmの距離にある。
バルセロナの北に位置するバリェス・ウリアンタル郡の郡都である。グラノリェースはバルセロナ都市圏に含まれるが、カノベーリャス、フランケサス・ダル・バリェスなどの近隣の小都市と共に地域都市圏を形成し、その中心都市として機能している。主な産業は製造業とサービス業である。

## 地理
グラノリェースはカタルーニャ沿岸盆地のなだらかな平地に位置する。

## 歴史
ローマ時代の廃墟跡が市内には確認されているが、グラノリェースの名前が歴史に登場したのは中世に入ってからである。

### 中世
13世紀から15世紀の間、キリスト教会、ロカの領主及びアラゴン王家の間でグラノリェースの土地の権利をめぐって争いが続いた。最終的にはアラゴン王アルフォンソ4世が1万フローリンを払うことで決着がつき、それ以降王家の領土となった。しかし、1462年-1472年にはフアン2世の君主制支持者と共和制支持者との対立から内紛が起こった。この対立は君主制支持で落ち着いたが以降も内紛は絶えなかった。

### 近代化
16世紀には市制は安定し産業や人口増加などの繁栄を迎えた。この時期には多くの建物が建設された。この時代の建築物にはゴシック様式のサン・テステベ教会などがある。しかし、この繁栄期も長くは続かず、1640年 - 1659年のカタルーニャ反乱、1808年 - 1814年のナポレオン・ボナパルト軍によるスペイン独立戦争、さらには1875年の第三次カルリスタ戦争など再び紛争が続いた。

### スペイン内戦
19世紀後半、鉄道敷設、道路整備を機に産業革命の波がグラノリェースにも押し寄せ、製造業が盛んになり、再び繁栄期を迎えた。その後、第二共和政など社会的、政治的な変化の過程を経ながら、スペイン内戦に突入した。内戦による被害は多大で、特に1938年5月31日のドイツ・イタリア軍による空爆は多くの死者と町の破壊をもたらした。

### 現在
内戦復興後は移民流入により都市が発展した。その一方、1960年代の繊維危機には他産業への転換が進んだ。1991年には2つの主要なスポーツ施設（カタロニア・サーキットとグラノリェース運動競技場）が開設された。

## 文化
- スポーツはハンドボールが盛んであり、グラノリェースのチームはスペインの国内リーグで過去に幾度も優勝した経験を持つ。1992年バルセロナオリンピックではハンドボール競技がグラノリェース運動競技場で行われた。

市内の施設・行事
- ポルチャーダ（La Porxada）　16世紀に建てられたルネサンス期の穀物取引市場跡
- クラペー邸（Casa Clapers）　青い外壁が美しいモデルニスモの建築
- サン・テステベ教会（l'església de Sant Esteve Granollers）
- グラノリェース博物館（Museu de Granollers）
- 青白祭（Festa Major de Blancs i Blaus）、8月最後の木曜の週に行われる毎年恒例の祭り。市民が青組と白組に分かれて競い合う。

周辺の施設
- バルベイ邸（Casa Barbey, La Garriga　1910年）ガリーガにあるモデルニスモ建築
- カタロニア・サーキット（Circuito de Cataluña 、モンメロ）
- ロカ・ビレッジ・アウトレットモール（La Roca Village、ロカ・ダル・バリェス）

## 出身人物
- アレイシ・エスパルガロ - オートバイレーサー
- ポル・エスパルガロ - オートバイレーサー
- ジェラール・ロペス - サッカー選手
- マルク・バリエンテ - サッカー選手
- ジョルディ・ムブラ - サッカー選手
- カルレス・ペレス - サッカー選手

## ギャラリー

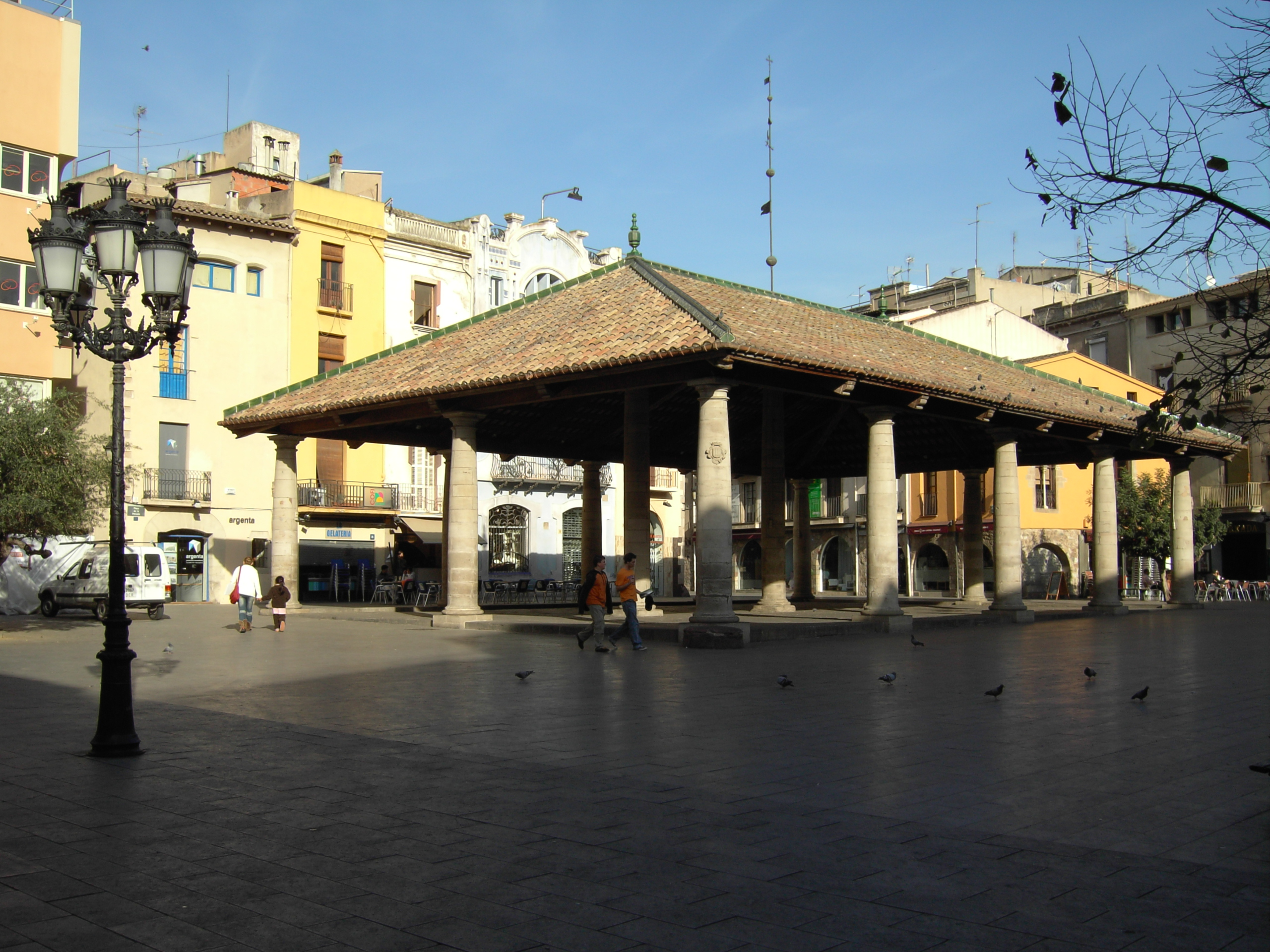
ポルチャーダ
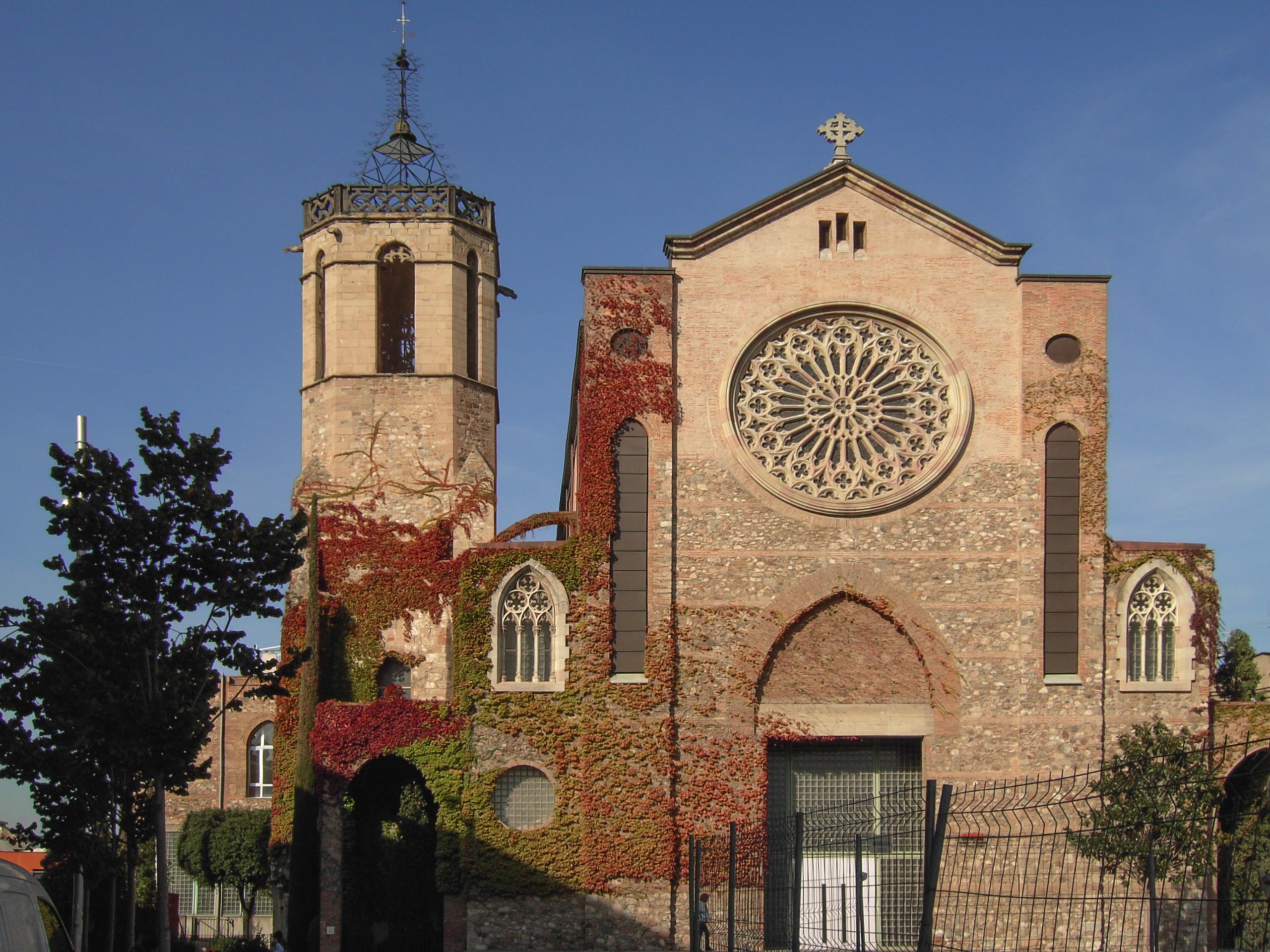
サン・テステベ教会
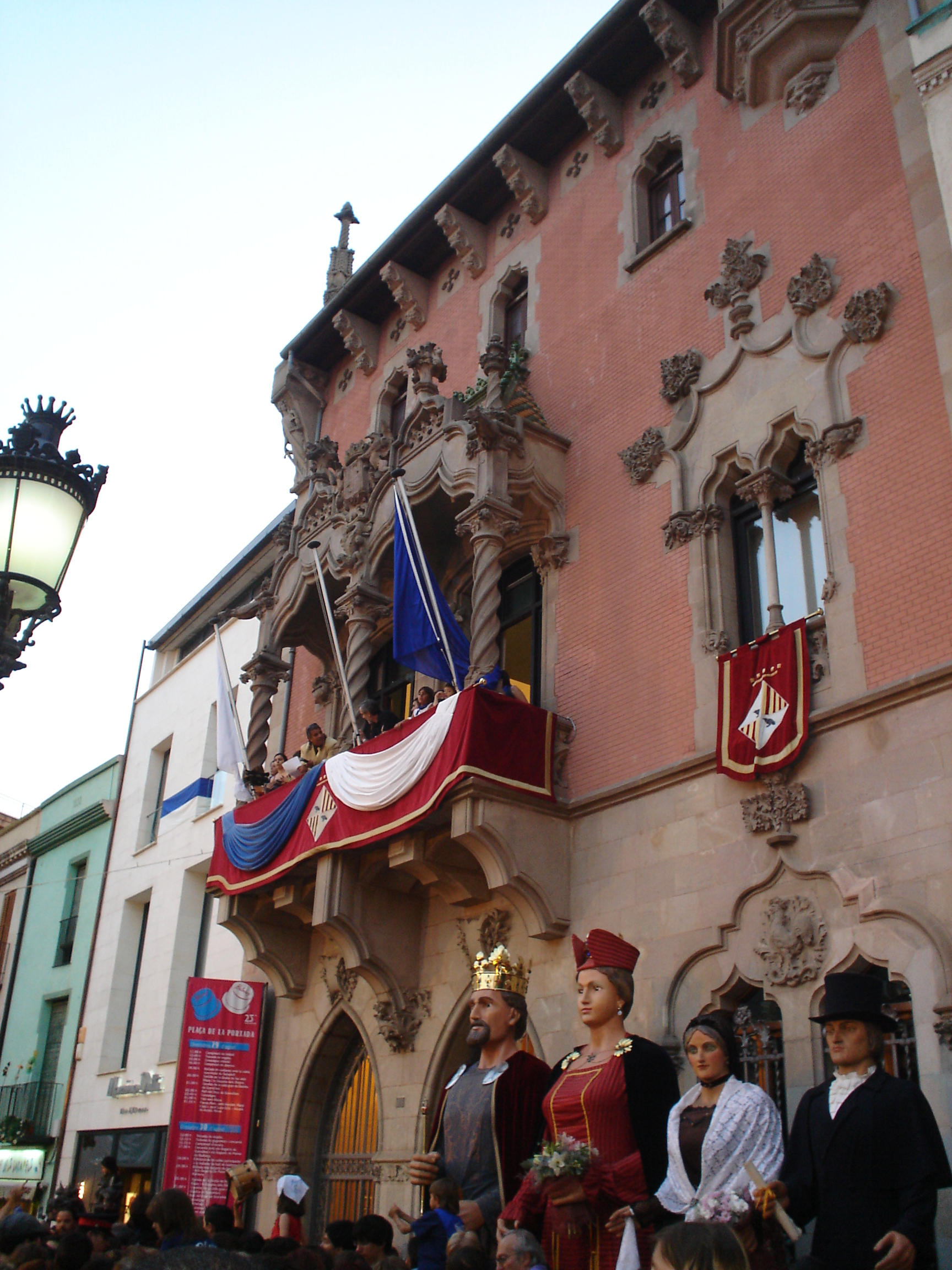
青白祭の市役所